# Lepidozia digitata
Lepidozia digitata är en bladmossart som beskrevs av Theodor Carl Karl Julius Herzog. Lepidozia digitata ingår i släktet fingermossor, och familjen Lepidoziaceae. Inga underarter finns listade i Catalogue of Life.